# Carsten Niebuhr
Carsten Niebuhr (Lüdingworth, Cuxhaven, 17 de março de 1733 – Meldorf, 26 de abril de 1815) foi um naturalista, explorador, matemático e cartógrafo alemão.

## Biografia
Niebuhr era filho de um pequeno fazendeiro. Tendo pouca instrução escolar, passou a maior parte da sua juventude trabalhando como agricultor. Devido à sua inclinação inata pela matemática aprendeu desde muito jovem algo sobre orientação. Seus estudos universitários de matemática foram realizados na Universidade de Göttingen no ano de 1760, e como perito em geometria ofereceu seus serviços à Dinamarca. Trabalhando na área de navegação com um dos seus professores, este lhe propôs que se unisse a uma expedição que estava sendo patrocinada pelo rei Frederico V da Dinamarca para uma exploração científica ao Egito, Arábia e Síria.

## Expedição

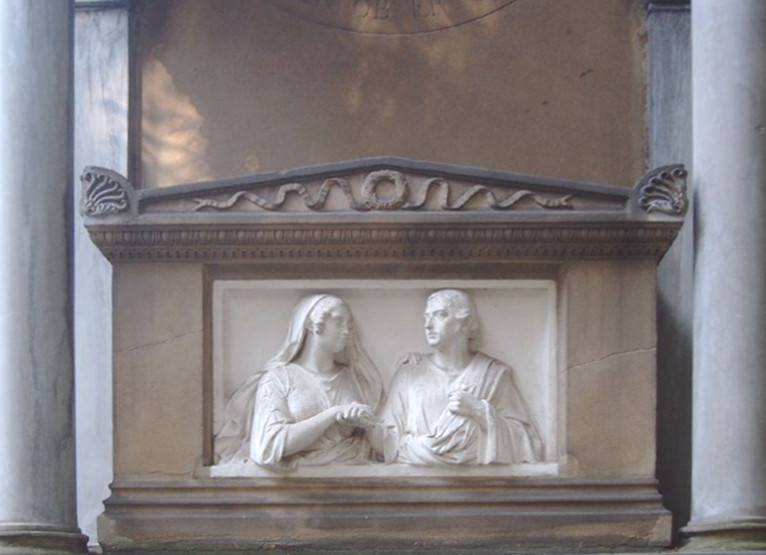
Sepultura no Alter Friedhof Bonn.

### Objetivos e composição da expedição
A ideia da expedição ocorreu oito antes pelo professor da Universidade de Göttingen e orientalista Johan David Michaelis, com o objetivo de comprovar o conteúdo da Bíblia.
Junto com C. Niebuhr, para compor a expedição, foram escolhido as seguintes personalidades:
- Professor Friedrich Christian von Haven, como filólogo e etnólogo, e como conhecedor do árabe;
- Professor Pehr Forsskål, como especialista em botânica e zoologia;
- Doutor Christian Carl Cramer, como médico da expedição;
- Georg Wilhelm Baurenfeind, como ilustrador e pintor;

Berggren, um militar sueco como ajudante.
Durante os preparativos houve algumas discussões entre os seus participantes ocasionadas pelo atraso do início da expedição devido a espera pela chegada de Friedrich Christian von Haven de Roma e sobre questões de competências e liderança. No final, Haven assumiu a liderança da expedição.
Para qualificar-se em geometria e geografia necessárias para esta missão, Niebuhr estudou duramente matemática por um ano e meio, aproveitando para adquirir algum conhecimento do árabe.

### Viagem
A expedição partiu em janeiro de 1761, inicialmente planejada para sair pelo mar do norte até o Mediterrâneo. Porém, as condições climáticas os forçaram a viajar por terra até Marselha, e por mar até a cidade de Alexandria. A partir daí subiram o rio Nilo até a cidade de Suez. Devido a problemas com a tripulação, Frederick von Haven parou a expedição por quase um ano no Egito. Durante esta parada, Niebuhr e Forsskå visitaram o Monte Sinai e aperfeiçoaram seus conhecimentos de árabe. Durante esta época Niebuhr elaborou um mapa da cidade do Cairo, descrevendo seus costumes, artesanato e economia dos seus habitantes. Fez as medidas das Pirâmides de Gizé com uma exatidão não realizada até aquela data. Também adquiriu durante este intervalo de tempo manuscritos hebreus.
Em agosto de 1762 a expedição, novamente refeita, partiu para o Mar Vermelho e, em outubro do mesmo ano, chegou em Jidá e Luhayya, seguindo por terra para Moca, no Iémen. Em fevereiro de 1763 a expedição chegou à Bayt al-faqih, um local ideal para Niebuhr e Forsskå estudarem o país. Pesquisaram a flora e a fauna e, ainda, Niebuhr elaborou um mapa do Iêmen que foi usado por mais de um século devido a sua exatidão. Em maio de 1763 morreu o filólogo e líder da expedição, Frederick von Haven, e em julho do mesmo o naturalista Pehr Forsskål. Os demais componentes da expedição seguiram para Sana, capital do Iêmen, onde permaneceram por um ano. Alguns componentes da expedição devido ao sofrimento infligido pelo clima e pelo método de vida local retornaram à Mooca.
Niebuhr parece ter conservado sua própria vida e ter recuperado a sua saúde graças a sua capacidade de adaptação, adotando os hábitos dos nativos quanto a vestimenta e alimentação. De Mooca, a expedição partiu para Bombaim. Em 29 de agosto durante a travessia do Oceano Índico morreu o artista da expedição, (Georg Wilhelm Baurenfeind), e o ajudante Berggren um dia depois. O médico Christian Carl Cramer e Niebuhr tornaram-se os únicos sobreviventes da expedição. Permaneceram catorze meses em Bombaim na casa de um médico inglês que os acolheu devido as suas enfermidades, entretanto, Cramer morreu em 10 de fevereiro de 1764. Por outro lado, Niebuhr se recuperou e  animou-se à voltar para a Dinamarca. No seu retorno passou por Mascate, por Bushire, por Xiraz e por Persépolis visitando as ruínas da Babilônia, onde durante três meses passou medindo e descrevendo estátuas, casas e monumentos, estudos que se tornaram importantes posteriormente nas cidades de Bagdá, Jerusalém e Damasco. Parece ter visitado a Inscrição de Beistum em torno de 1764. No natal de 1765 chegou a cidade santa de Nayaf, sendo o primeiro ocidental a pisar na cidade; em janeiro de 1766 chegou em  Bagdá, em março em Moçul, e em julho em Alepo.

### Regresso a Europa
Depois de uma visita ao Chipre, efetuou uma excursão através da Palestina, cruzando os Montes Tauro até Bursa, chegando à Constantinopla em fevereiro de 1767, visitando Jerusalém e Damasco. Dez meses depois chegou a Copenhague. Retornou à Alemanha ( após seis anos de viagem ) , passando oito meses em Gotinga para informar ao professor Michaelis os resultados da viagem, porém, este não ficou muito satisfeito com o transcurso das investigações realizadas por Niebuhr, em parte porque o objetivo da expedição era investigar as origens da Bíblia. Isso foi descrito por Niebuhr em seu livro "Beschreibung von Arabien" ( em árabe) no ano de 1774.
Em 1773 casou-se, aceitando um posto no serviço militar dinamarquês que o permitiu residir em Copenhague. Em 1778, aceitou um posto administrativo em Meldorf (Dithmarchen), onde se aposentou e morreu com a idade de 82 anos, em 1815. Nesta cidade, estava sempre em contato com arqueólogos alemães, como Friedrich Münter, e foi onde escreveu seus trabalhos sobre o Oriente.

## Obras
Niebuhr foi um observador exato e cuidadoso, tinha os instintos de um cientista com um propósito moral, registrando os resultados de suas observações com uma consciência rigorosa e um elevado desejo de representar a realidade. A precisão com que fez as cópias da escrita cuneiforme em Persépolis, por exemplo, permitiu criar uma base para decifrar esta escrita pelos demais pesquisadores. Seus trabalhos têm sido mais que um estudo clássico de geografia, pois descreviam a etnografia, as antiguidades e a arqueologia das cidades por onde passou no Oriente.
Seu primeiro volume, "Beschreibung von Arabien", foi publicado em Copenhague em 1774, sendo as ilustrações da obra custeada pelo governo dinamarquês. É considerado mais do que um relatório de viagem, pois foi uma das primeiras obras etnográfica da época moderna.
Entre 1774 e 1778, publicou em copenhague os dois volumes de "Reisebeschreibung nach Arabien und anderen umliegenden Ländern".
O quarto volume, "Reisen durch Syrien und Palästina",  foi publicado por sua filha em Hamburgo, em 1837.
Empreendeu também a tarefa de publicar os trabalhos de descrição dos animais do naturalista Forsskål, seu amigo de expedição, sob os títulos: "Descriptiones animalium, Flora Aegyptiaco-Arabica" e "Icones rerum naturalium" (Copenhague, 1775-1776).
Niebuhr contribuiu também para o periódico do Deutsches Museum, escrevendo artigos referentes ao interior da África, sobre as condições políticas e militares do Império Otomano, e outros assuntos.

## Traduções e biografias
As traduções francesas e holandesas de suas narrativas foram publicadas enquanto vivo, e uma tradução inglêsa condensada dos três primeiros volumes foi publicada por Robert Heron em Edimburgo, em 1792.
Uma cópia da tradução de 1792 do "Travels through Arabia" de M. Niebuhr, em dois volumes, foi publicada por uma livraria do Líbano, em Beirute.
Seu filho, Barthold Georg Niebuher, publicou uma breve biografia de seu pai denominada "Life at Kiel" em 1817; uma versão inglesa, "Lives of Eminent Men", foi publicada em 1838 pela Society for the Diffusion of Useful Knowledge.
Thorkild Hansen escreveu uma biografia romanceada da viagem da expedição, traduzida para o francês e publicada sob o título "La mort en Arabie" pela Actes Sud.

## Publicações
- Niebuhr, Carsten. Beschreibung von Arabien. Aus eigenen Beobachtungen und im Lande selbst gesammleten Nachrichten. Copenhagen, 1772.
- Niebuhr, Carsten. Reisebeschreibung nach Arabien und andern umliegender Ländern. 2 vols. Copenhagen, 1774-1778.
- Niebuhr, Carsten. "Über Längen-Beobachtungen im Orient u.s.w. Aus einem Schreiben des königl. Dänischen geheimer Justiz-Raths Carsten Niebuhr". Monatliche Correspondenz zur Beförderung der Erd- und Himmels-Kunde 4 (1801), pp. 240–253.
- Niebuhr, Carsten. Biographische Nachrichten aus Tobias Mayer's Jugendjahren aus einem Schreiben des Königlich Dänischen Justiz-Raths C. Niebuhr, Monatliche Correspondenz zur Beförderung der Erd-und Himmels-Kunde 8 (1803), pp. 45–56, and 9 (1804), pp. 487–491.
- Niebuhr, Carsten. Reisebescheibung nach Arabien und andern umliegenden Ländern. Vol. 3. Carsten Niebuhr Reisen durch Syrien und Palästina, nach Cypern, und durch Kleinasien und die Türkei nach Deutschland und Dännemark, edited by J. N.Gloyer and J. Olshausen. Hamburg, 1837.
- Niebuhr, Carsten. Rejsebeskrivele fra Arabien og andre omkringliggende Lande, translated by Hans Christian Fink, with an introduction by Michhael Harbsmeier. 2 vols., Copenhagen, 2003.
- Niebuhr, Carsten. Beskrivelse af Arabien ud fra egne iagttagelser og i landet selv samlede efterretinger, translated by Hans Christian Fink, with an introduction by Niels Peter Lemche. Copenhagen, 2009.